# Oberalbach (Wilhelmsdorf)
Oberalbach ist ein Gemeindeteil der Gemeinde Wilhelmsdorf im Landkreis Neustadt an der Aisch-Bad Windsheim (Mittelfranken, Bayern). Oberalbach liegt in der Gemarkung Ebersbach.

## Geografie
Durch das Dorf fließt der Albach, ein linker Zufluss der Mittleren Aurach. Nordwestlich des Ortes liegen die Oberalbachteiche und das Waldgebiet Altes Schloß. Nordöstlich grenzt das Waldgebiet Hohe Birker an. 0,5 km östlich und 0,75 km südwestlich liegen Flurgebiete, die beide Röten heißen. Im Südwesten liegen die Mühlweiher. Die Kreisstraße NEA 11 führt nach Brunn (1,2 km südwestlich) bzw. nach Trabelshof (1,9 km nordöstlich).

## Geschichte
Der Ort wurde 1361/64 im burggräflichen Salbuch als „Ober albach“ erstmals schriftlich erwähnt.
Gegen Ende des 18. Jahrhunderts gab es in Oberalbach elf Anwesen (3 Halbhöfe, 5 Güter, 2 Halbgüter, 1 Häckersgut). Das Hochgericht übte das brandenburg-bayreuthische Fraischvogteiamt Emskirchen-Hagenbüchach aus. Die Dorf- und Gemeindeherrschaft und die Grundherrschaft über alle Anwesen hatte das Kasten- und Jurisdiktionsamt Emskirchen.
Von 1797 bis 1810 unterstand der Ort dem Justizamt Markt Erlbach und Kammeramt Emskirchen. Im Rahmen des Gemeindeedikts wurde Oberalbach dem 1811 gebildeten Steuerdistrikt Oberreichenbach und der 1813 gegründeten Ruralgemeinde Eckenberg zugeordnet. Mit dem Zweiten Gemeindeedikt (1818) wurde es in die neu gegründete Ruralgemeinde Ebersbach umgemeindet. Am 1. Juli 1971 wurde Oberalbach im Zuge der Gebietsreform in Bayern nach Wilhelmsdorf eingemeindet.

## Einwohnerentwicklung
| Jahr      | 001818 | 001840 | 001861 | 001871 | 001885 | 001900 | 001925 | 001950 | 001961 | 001970 | 001987 | 002020 |
| Einwohner | 70     | 86     | 69     | 78     | 78     | 63     | 59     | 76     | 61     | 61     | 48     | 51     |
| Häuser    | 11     | 11     |        |        | 14     | 13     | 11     | 12     | 11     |        | 10     |        |
| Quelle    | [ 10 ] | [ 11 ] | [ 12 ] | [ 13 ] | [ 14 ] | [ 15 ] | [ 16 ] | [ 17 ] | [ 18 ] | [ 19 ] | [ 20 ] | [ 1 ]  |

## Religion
Der Ort ist seit der Reformation evangelisch-lutherisch geprägt und bis heute nach St. Kilian (Emskirchen) gepfarrt.